# ぜんち共済
ぜんち共済株式会社（ぜんちきょうさい）は、日本で初めて知的障害者や発達障害者を対象として設立された少額短期保険業者である。

## 概要
2000年7月に設立された「全国知的障害者共済会」を前身とする。保険業法の改正（2006年4月1日施行）に伴い、少額短期保険業者に移行するため、2006年11月に準備会社として「ぜんち共済株式会社」を設立。2008年2月に少額短期保険業者として登録を受け、同年4月に「ぜんちのあんしん保険」を販売開始した。
通常、生命保険会社では第一次選択において募集対象とされない知的障害者や発達障害者に加え、最終発作から相当期間経過しないと引き受けされることが稀なてんかんの既往症者も被保険者の対象としている。

## 沿革
- 2000年（平成12年）
  - 7月 - 全国知的障害者共済会を設立。
  - 10月 -『新せいめい賠償共済』販売開始。
- 2003年（平成15年）
  - 5月 - 契約者が1万人を超える。
  - 7月 -『シルバープラン』販売開始。
- 2005年（平成17年）7月 - 契約者が1万5千人を超える。
- 2006年（平成18年）11月 - 少額短期保険業者への移行に際し、準備会社としてぜんち共済株式会社を設立。
- 2007年（平成19年）9月 - 契約者が2万人を超える。
- 2008年（平成20年）
  - 2月 - 少額短期保険業者として関東財務局へ登録。
  - 4月 -『ぜんちのあんしん保険』販売開始。
- 2012年（平成24年）8月 - 契約者が3万4千人を超える。
- 2015年（平成27年）1月 -『ぜんちのこども傷害保険』販売開始。
- 2019年（令和元年）7月3日 - 大手損害保険会社の東京海上日動火災保険と共同で、知的障がい・発達障がい等のある人およびその家族向けのがん保険「手をつなぐがん保険」を開発し、販売すると発表。販売は翌2020年1月1日より開始される[1]。

## 取扱商品
- ぜんちのあんしん保険
- ぜんちのこども傷害保険
- ミライロがん保険
- 手をつなぐがん保険